# Frontera entre Itàlia i Tunísia
La frontera entre Itàlia i Tunísia és totalment marítima i situada a la mar Mediterrània al nivell de l'estret de Sicília. El traçat és complex al nivell de les illes de Pantel·leria i les illes Pelàgiques pròximes a la costa tunisiana.

## L'acord de 1971
L'Acord de Delimitació Itàlia-Tunísia fou signat el 20 d'agost de 1971 entre Itàlia i Tunísia, en el qual els dos països van acceptar la delimitació d'una frontera marítima entre ells a la plataforma continental. El text del tractat estableix un límit fronterer complex en l'estret de Sicília que representa una línia equidistant modificada entre Sicília i Tunísia. La frontera finalitza just per sota d'una línia equidistant entre Malta i les illes Pelàgiques. El tractat va crear un semi-enclavament de 13 milles nàutiques a l'illa italiana de Pantel·leria. Es va crear un altre semi-exclavament que consistia en la superposició d'arcs de 13 milles nàutiques al voltant de les illes italianes de Linosa i Lampedusa que també creus una zona de 12 milles nàutiques (22 kilòmetres) al voltant de Lampione. Ambdós enclavaments creuen les aigües italianes en la línia equidistant però envoltats d'aigües tunisianes. El punt més occidental de la línia límit forma un trifini marítim amb Algèria.
El 23 de gener de 1975, els països van acordar una minuta supletòria al tractat, inclòs un mapa de la frontera i 32 punts de coordenades individuals que el definien. Va entrar en vigor el 6 de desembre de 1978 després d'haver estat ratificat per tots dos països.